# Tarsomys apoensis
Tarsomys apoensis is een knaagdier uit het geslacht Tarsomys dat voorkomt op de bergen Mount Malindang, Mount Kitanglad en Mount Apo op Mindanao in de Filipijnen. Hij is genoemd naar Mount Apo, de eerste berg waar hij gevonden is. De soort is waarschijnlijk overdag actief, leeft op de bodem en eet ongewervelden.
T. apoensis is een middelgrote muis met een korte, eenkleurige staart, een donkere, lange en vrij zachte vacht en lange scherpe klauwen. De vacht is kastanje van kleur. De kop-romplengte is 112 tot 156 mm, de staartlengte 108 tot 183 mm, de achtervoetlengte 30 tot 33 mm en de oorlengte 18 tot 23 mm. Er zitten 12 tot 16 haren per cm op de staart. Oppervlakkig lijkt hij op dieren als Palawanomys furvus uit Palawan en Bunomys chrysoconus uit Celebes.